# Erconholda
Erconholda är ett släkte av fjärilar. Erconholda ingår i familjen tandspinnare.
Kladogram enligt Catalogue of Life:
| Erconholda | \| \| Erconholda erconvalda \| \| \| \| \| \| Erconholda mangholda \| \| \| \| |
|            | \| \| Erconholda erconvalda \| \| \| \| \| \| Erconholda mangholda \| \| \| \| |
|            | Erconholda erconvalda                                                          |
|            |                                                                                |
|            | Erconholda mangholda                                                           |
|            |                                                                                |